# Saison 7 de Winx Club
Chronologie
Saison 6 Saison 8
La septième saison de Winx Club est diffusée pour la première fois sur la chaîne télévisée Nickelodeon en Asie le 22 juin 2015. Elle est ensuite diffusée du 21 septembre au 3 octobre 2015 sur Rai Gulp en Italie, et du 10 janvier au 10 avril sur Nick Jr. aux États-Unis,. En France, la série est disponible sur la chaîne Gulli entre le 4 novembre 2015 et le 19 mars 2016,. La saison se compose de 26 épisodes.

## Production
Nickelodeon annonce pour la première fois la saison lors du San Diego Comic-Con en 2013, la première étant prévue pour l'automne 2014. Dans un communiqué de presse publié le 7 avril 2014, Rainbow et Nickelodeon annoncent la poursuite de leur partenariat pour la septième saison, prévue pour 2015.

## Épisodes
| № | #  | Titre                                                    | Première diffusion | Première diffusion | Code de prod. |
| № | #  | Titre                                                    | Italie             | France             | Code de prod. |
| --- | -- | -------------------------------------------------------- | ------------------ | ------------------ | ------------- |
| 157 | 1  | Les animaux féeriques Il parco naturale di Alfea         | 21 septembre 2015  | 4 novembre 2015    | 701           |
| Après une journée de shopping, les Winx rentrent à Alféa et elles aperçoivent un monstre qui attaque deux jeunes fées. Ce monstre était en fait un animal féerique inoffensif qui venait du parc naturel d'Alféa                                              |    |                                                          |                    |                    |               |
| 158 | 2  | Voyage dans le passé Giovani fate crescono               | 21 septembre 2015  | 7 novembre 2015    | 702           |
| Afin de découvrir le secret des Creusetous, Roxy et les Winx partent dans le passé. Elles arrivent à Alfea alors qu'une grande exposition sur les animaux féeriques se prépare et font la connaissance d'une jeune fée qui leur rappelle vaguement quelqu'un. |    |                                                          |                    |                    |               |
| 159 | 3  | Le pouvoir Butterflix Butterflix                         | 22 septembre 2015  | 8 novembre 2015    | 703           |
| La jeune Faragonda emprunte un précieux livre à la directrice d'Alféa, mais Kalshara s'en empare et découvre la première étape pour acquérir le pouvoir ultime des animaux féeriques. Cependant les Winx comptent bien l'en empêcher.                         |    |                                                          |                    |                    |               |
| 160 | 4  | L'inauguration Il primo colore dell'Universo             | 22 septembre 2015  | 11 novembre 2015   | 704           |
| De retour dans le présent, les Winx prennent connaissance du message des Creusetous. Elles doivent maintenant trouver l'animal qui possède la première couleur de l'univers magique.                                                                          |    |                                                          |                    |                    |               |
| 161 | 5  | La Préhistoire magique Un amico dal passato              | 23 septembre 2015  | 14 novembre 2015   | 705           |
| Les Winx retournent à la préhistoire magique sur les traces du Ouin-Ouin, seule espèce d'animal féerique doté de la première couleur de l'Univers Magique. Brafilius risque fort de les devancer                                                              |    |                                                          |                    |                    |               |
| 162 | 6  | Les magiloups Avventura su Lynphea                       | 23 septembre 2015  | 15 novembre 2015   | 706           |
| Les Winx se rendent à Linphéa sous l'ordre de Roxy pour trouver le premier animal magique. Elles y rencontrent les parents de Flora et revoient Mièle, la soeur de Flora, qui veut les accompagner dans leur mission.                                         |    |                                                          |                    |                    |               |
| 163 | 7  | Au cœur de la forêt Attenti al magilupo                  | 24 septembre 2015  | 18 novembre 2015   | 707           |
| |    |                                                          |                    |                    |               |
| 164 | 8  | Mission Moyen-Âge Ritorno al Medioevo                    | 24 septembre 2015  | 21 novembre 2015   | 708           |
| Les Winx sont toujours piégées par les fleurs géantes. Jusqu'à ce que Mièle arrive et utilise l'antidote donné par le père de Flora à cette dernière. |    |                                                          |                    |                    |               |
| 165 | 9  | Le joueur de luth Il gatto fatato                        | 25 septembre 2015  | 22 novembre 2015   | 709           |
| Après avoir tenté de faire s'entendre Jedo et Amarok, les Winx utilisent leurs pierres de mémoire pour voyager vers l'Italie au temps du Moyen Âge et rencontrent Kitty, un chat Képique                                                                      |    |                                                          |                    |                    |               |
| 166 | 10 | L'animal de Stella Winx in trappola                      | 25 septembre 2015  | 25 novembre 2015   | 710           |
| Kalshara capture le chat Képique de Musa en pleine nuit; Amarok le Magiloup de Flora assiste à la scène; inquiet, il se précipite dans la chambre de Flora pour la réveiller                                                                                  |    |                                                          |                    |                    |               |
| 167 | 11 | Mission au cœur de la jungle Missione nella giungla      | 26 septembre 2015  | 28 novembre 2015   | 711           |
| Roxy a une mission pour les Winx : les tigres de Sumatra sont chassés par des chasseurs furtifs qui ont été changés en monstre à cause d'une source de magie sauvage                                                                                          |    |                                                          |                    |                    |               |
| 168 | 12 | Au cœur de Zénith L'animale fatato di Tecna              | 26 septembre 2015  | 29 novembre 2015   | 712           |
| Les animaux féeriques brisent accidentellement l'une des sphères magiques qui permettent aux Winx de suivre à la trace Kalshara et Brafilius. Seuls des spécialistes en technologie pourraient la réparer                                                     |    |                                                          |                    |                    |               |
| 169 | 13 | Pandas et licornes Il segreto dell'unicorno              | 27 septembre 2015  | 2 décembre 2015    | 713           |
| Alors que les mini-fées viennent les aider au parc d'accueil des animaux, les Winx doivent partir au secours de trois pandas en Chine. Ils sont menacés par une étrange créature qui semble possédée par la Magie Sauvage.                                    |    |                                                          |                    |                    |               |
| 170 | 14 | Transformation Tynix Potere Tynix                        | 27 septembre 2015  | 6 février 2016     | 714           |
| Après avoir trouvé l'harmonie magique, les Winx reçoivent des bracelets leur permettant d'accéder au pouvoir Tynix, avec lesquels elles pourront explorer les mini-mondes                                                                                     |    |                                                          |                    |                    |               |
| 171 | 15 | Les pierres magiques Le pietre magiche                   | 28 septembre 2015  | 7 février 2016     | 715           |
| Les Dragons sont de plus en plus faibles depuis que le feu de Pyros a été absorbé par le Vampire de feu; Kalshara promet de le rappeler si les Winx la libèrent en échange                                                                                    |    |                                                          |                    |                    |               |
| 172 | 16 | Retour au Paradis Ritorno a Baia Paradiso                | 28 septembre 2015  | 13 février 2016    | 716           |
| Roxy alerte les Winx que l'écosystème tout entier est en danger pour une raison inconnue; tous vont alors travailler dur pour trouver la solution à ce mystère.                                                                                               |    |                                                          |                    |                    |               |
| 173 | 17 | Perdues dans une goutte d'eau Viaggio in una goccia      | 29 septembre 2015  | 14 février 2016    | 717           |
| Dans le mini-monde de la goutte d'eau, les Winx vont tenter de créer de nouvelles `Perles de Lumière' afin de permettre à la nature de la baie du paradis de retrouver sa splendeur.                                                                          |    |                                                          |                    |                    |               |
| 174 | 18 | Le jour des bananes Il rapimento di Stella               | 29 septembre 2015  | 20 février 2016    | 718           |
| Les Winx emmènent avec elles un groupe de lémuriens pour les ramener dans leur habitat naturel, mais elles sont soudainement attaquées par Kalshara et Brafilius, et toutes les bananes se transforment en monstres.                                          |    |                                                          |                    |                    |               |
| 175 | 19 | L'arc-en-ciel Magix L'arcobaleno di Magix                | 30 septembre 2015  | 21 février 2016    | 719           |
| Les Winx sont invitées à une célébration sur Domino, de leur côté Kalshara et Brafilius sont en train de chercher la créature au manteau arc-en-ciel, dans les ruines de Graynor. En effet, ils pensent que c'est l'animal avec le pouvoir ultime.            |    |                                                          |                    |                    |               |
| 176 | 20 | Mini Winx Baby Winx                                      | 30 septembre 2015  | 27 février 2016    | 720           |
| Les Winx sont en train de prendre un jour de repos, mais Kalshara et Brafilius imaginent un plan pour mettre la main sur les six animaux féeriques des Winx                                                                                                   |    |                                                          |                    |                    |               |
| 177 | 21 | Plus de saisons Pazzo, pazzo mondo                       | 1er octobre 2015   | 28 février 2016    | 721           |
| Les Winx partent en Éthiopie pour une mission, afin de sauver des oiseaux |    |                                                          |                    |                    |               |
| 178 | 22 | Le pouvoir ultime Il regno dei diamanti                  | 1er octobre 2015   | 5 mars 2016        | 722           |
| Les Winx entrent dans la statue de diamant de Faragonda, car cette statue reflète toutes les couleurs de l'univers magique. Dedans, elles trouvent le diamant qui contient le pouvoir ultime des animaux féeriques.                                           |    |                                                          |                    |                    |               |
| 179 | 23 | Le secret d'Alféa Il cuore di Alfea                      | 2 octobre 2015     | 6 mars 2016        | 723           |
| Les Trix sont de retour, et ont été libérés de la dimension du Légendarium, et comptent bien tout dévaster. Icy lance un sort sur Brafilius, qui devient littéralement et physiquement leur chien                                                             |    |                                                          |                    |                    |               |
| 180 | 24 | Le papillon d'or La farfalla dorata                      | 2 octobre 2015     | 12 mars 2016       | 724           |
| Les Trix attaquent Alfea de plus belle mais les Spécialistes viennent en renfort auprès des fées. Les Winx sont à la recherche du Papillon D'Or, le seul être capable de restaurer la magie dans le Coeur d'Alfea.                                            |    |                                                          |                    |                    |               |
| 181 | 25 | La nouvelle harmonie magique Un patto inatteso           | 3 octobre 2015     | 13 mars 2016       | 725           |
| Les Winx réussissent finalement à obtenir le Papillon d'or, et Bloom est sauvée par Elas, sa licorne. Les Trix attaquent alors Alféa, et combattent les fées et leurs professeurs les mettant en position de faiblesse.                                       |    |                                                          |                    |                    |               |
| 182 | 26 | Un pouvoir extraordinaire Il potere degli animali fatati | 3 octobre 2015     | 19 mars 2016       | 726           |
| Les Trix fusionnent avec leurs animaux et deviennent trop puissantes. Les animaux féeriques décident d'utiliser le sort ultime et deviennent un seul animal et promettent de protéger le pourvoir ultime aussi longtemps qu'ils vivront.                      |    |                                                          |                    |                    |               |